# Аквилејска патријаршија
Аквилејска патријаршија је древна црквена област, са првобитним средиштем у древном граду Аквилеји (лат. Aquileia) на североистоку Италије. Настала је у 6. веку, уздизањем локалне митрополије у италијанској регији Венетија и Хистрија (лат. Regio X Venetia et Histria) на степен патријаршије. Њено седиште је током потоње историје неколико пута премештано, а већ на почетку 7. века дошло је до поделе на две супарничке јурисдикције, које су претендовале на аквилејско наслеђе: првој је седиште било у приморском месту Градо, а касније је пребачено у Венецију, док је другој седиште било у фурланском граду Кормонс, а касније је пребачено у Чедад, па у Удине. Аквилејска патријаршија је вековима имала значајну улогу у црквеном животу Истре и Далмације.

## Историја
Црквено предање сведочи да је седиште основао свети Марко. За Светог Хермагора се каже да је био њен први епископ и да је умро мученичком смрћу (око 70. године). Крајем 3. века (285.) други мученик, свети Иларије, био је епископ Аквилеје.
У току 4. века град је био главни црквени центар за регион око поглавара Јадрана, 381. године свети Валеријан се јавља као митрополитски епископ цркава на овим просторима; његовом синоду те године, одржаном против аријанаца, присуствовала су 32 (или 24) епископа. Валеријана је наследио свети Хроматије (388.–408.), познат по својим хомилетским и егзегетским делима. Промовисао је рад светих Јеронима и Руфина и одржавао везу са светим Амвросијем Миланским и Јованом Златоустим .
Временом је и део западне Илирије, а на северу, Норик и Ретија, био под јурисдикцијом Аквилеје. Римски градови као што су Верона, Трент, Пола, Белуно, Фелтре, Вићенца, Тревизо и Падова били су међу њеним суфраганима у 5. и 6. веку. Као митрополити тако велике територије и представници римске цивилизације међу Остроготима и Лангобардима, архиепископи Аквилеје тражили су и добили од својих господара почасну титулу патријарха. Ова титула је помогла да се промовише и истовремено оправда снажна тенденција ка независности која је била прилично очигледна у односима Аквилеје и Рима, а коју је делила са својим ривалом, Равеном, која, мање срећна, никада није добила патријархално достојанство.
Поједине одлуке Петог васељенског сабора (553) нишле су на противљење међу црквеним првацима у северној Италији, укључујући и аквилејског епископа Македонија (539–557). Пошто је папа Вигилије прихватио саборске одлуке, многи епископи северне Италије (у областма Лигурије, Емилије, Венетије и Истре), прекинули су општење са Римом. Овај црквени раскол пружио је прилику епископу Аквилеје да преузме титулу „патријарх“. Македонијев наследник Павлин I (557–569) почео је да користи ту титулу око 560.
У међувремену, до краја следеће деценије, Лангобарди су заузели целу северну Италију. Године 568, патријарх Аквилеје је био приморан да побегне, са благом своје цркве, на мало острво Градо, у близини Трста, последњег остатка царских поседа у северној Италији. Ова политичка промена није утицала на односе патријаршије са Римом; њени епископи, било на ломбардској или царској територији, упорно су одбијали све позиве на помирење.

## Подела
Разни напори папа у Риму и егзарха у Равени, мирни и други, наишли су на упорно одбијање да се обнове везе јединства све до избора Кандидијана (606. или 607.) за митрополита Аквилеје. Уморни од педесетогодишњег раскола, они његови суфрагани чија су седишта лежала унутар царства придружили су му се у потчињавању Риму; његови копнени суфрагани међу Лангобардима истрајали су у расколу. Они су отишли даље и изабрали у самој Аквилеји патријарха Јована игумана (606. или 607.) тако да су од сада у северној Италији постојала две мале патријаршија, Аквилеја у Граду и Стара Аквилеја, чији патријарх је боравио у тврђави Кормонс .
Са смрћу краља Гримоалда (671), који је био аријанац , ставови су почели да се мењају. Званичници краљевског двора су углавном били православни и фаворизовали су споразум са Римском црквом. На крају су лангобардски краљеви желели да уклоне све сукобе са Римом, укључујући и раскол са Аквилејском црквом. Постепено је раскол изгубио снагу. Краљ Цуниперт позвани треба синод Павиа (698/699) при чему Старо-Аквилеја помирио са Римом, а папа Гргур III добио је јурисдикцију патријарха Серенуса од Аквилеје  (715-730)  723. годијне. Вероватно су у 7. веку римске папе признале митрополитима звање патријарха Аквилеје, како би обезбедили њено признање од стране митрополита Старе Аквилеје. У наредним вековима наставили су га користити и једни и други, али више није имао никакав практични значај.
Године 628. патријарси Старе Аквилеје пренели су своју резиденцију у Кормонс. Патријарх Калист је преселио патријархалну резиденцију у Фриулију 737. године и ту је остала све до 13. века када је поново премештена, овог пута у Удине 1223. године.
У последњој деценији 8. века, стварање нове митрополије у Салцбургу допринело је понижавању Старе Аквилеје, која је дуго тврдила да је обухвата и територију Корушке. Још касније, патријарх Урс од Аквилеје (ум. 811.) прихватио је арбитражу Карла Великог, којом је корушка територија северно од Драве препуштена Арну Салцбуршком. Након Урсове смрти, Максенције је наставио тамо где је стао и затражио средства од двора Карла Великог за обнову Аквилеје. Максенције је био патријарх Аквилеје од 811. до своје смрти 837. године .
Ипак, мађарска инвазија у 9. веку и пад царске контроле повећали су ауторитет патријараха.

## Проширење и колапс
Немачки феудални утицај је од сада био све опипљивији у црквеним пословима Старе Аквилеје. Године 1011. један од њених патријарха Јован IV, окружен са тридесет епископа, освештао је нову катедралу у Бамбергу. Поппо, или Волфганг (1019–1042), познаник и министар цара Конрада II , осветио је сопствену катедралу у Аквилеји 13. јула 1031. године, у част Блажене Дјевице Марије. Под његовом владавином град је такође добио нову линију зидина.
1047. године патријарх Еберхард, Немац, помагао је на римском синоду те године, на коме је проглашено да је Аквилеја по части инфериорнија само од Рима, Равене и Милана. Међутим, 1063. године папа Лав IX је прогласио да Градо има превласт, али је Готебалд задржао подршку цара Хенрија III .
Патријарх Зигхард од Белштајна је 1077. године добио војводску титулу Фурланије од немачког краља Хајнриха IV , што је чин који се традиционално сматрао рођењем државе Аквилеје. Патријаршија је касније проширила своју политичку контролу на том подручју: области под аквилејском контролом у наредним вековима укључивале су Трст , Корушку, Штајерску , Кадоре и централни део Истре . Аквилејска патријаршија је на свом врхунцу била једна од највећих држава у Италији. Племићи из Патријаршије били су протагонисти у крсташким ратовима . Патријарх Годфри је крунисан 1186. године. Син Фридриха Барбаросе , Хајнрих VI , у базилици Сант'Амброђо у Милану  као краљ Италије; у знак одмазде, папа Урбан III га је свргнуо .
У раном 13. веку, Аквилеја је имала процват привреде, помогнута од стране добре путне мреже, као и значајне културне активности. Оштећена земљотресима и другим несрећама, и сведена на неколико стотина становника, Аквилеја је скоро напуштена у 14. веку. Главни град државе премештен је прво у Чивидале, а затим, од 1238. године, у Удине, у централној Фурланији, који је од 13. века био омиљена резиденција патријарха и убрзо постао велики град.
Међутим, крајем века Патријаршија је морала да се суочи са све већом моћи Венецијанске републике , као и са унутрашњим сукобима између њених вазала, а такође се уплела у бескрајне ратове између Гвелфа и Гибелина . До опоравка је дошло током владавине Бертранда (1334–1350), успешног администратора и војсковође. Убијен је 1350. године у завери, у деведесетој години.
Од преласка патријаршијске резиденције у Удине Млечани никада нису живели у миру са патријаршијом, на чију су царску наклоност и склоности били љубоморни. У 15. веку држава је такође претрпела низ унутрашњих сукоба између Чивидалеа и Удина. Године 1411. ово се претворило у рат који је требало да означи крај Патријаршије, пошто је Чивидале добио подршку већине фурланских општина, од Падове, цара и краља Угарске, док су ову другу подржали Млечани.  У децембру те године царска војска је заузела Удине, а следећег јануара Луј од Текапостављен је Патријарх у градској катедрали. Млечани су 23. јула 1419. освојили Чивидале и припремили се да учине исто са Удинама. Град је пао 7. јуна 1420. после дуге опсаде. Убрзо потом су уследили Ђемона , Сан Данијеле , Венцоне и Толмецо .
Године 1445, након што је поражени патријарх Лудовико Тревисан на сабору у Фиренци пристао је на губитак свог древног  имања, у замену за годишњу плату од 5.000 дуката која му је била дозвољена из млетачке благајне, рат је био завршен. По укидању Градске патријаршије (1451), заменила ју је Венецијанска патријаршија. Титула патријарха Аквилеје задржала је само верску вредност. Бивша фурланска држава је инкорпорирана у Републику Венецију под именом Патриа дел Фриули, којом је владао генерални проведитор или Луоготененте који је живео у Удинама.
Под Домеником Гриманијем (кардиналом од 1497. године) аустријска Фурланија је придодата територији патријаршије чија се јурисдикција тако проширила на неке аустријске бискупије. Године 1623. проректор Аквилеје Алберт Песлер је у име Фердинанда II, цара Светог римског царства, затражио оснивање Горишке бискупије и уклањање аустријских бискупија из надлежности Аквилејске патријаршије.

## Гашење
109. и последњи патријарх Аквилеје био је Данијел Долфин, од 1714. године.
Млетачка тврдња о именовању патријарха Аквилеје наишла је на противтужбу Аустрије од краја 15. века када су аустријске бискупије ушле у јурисдикцију патријаршије.
Коначно, папа Бенедикт XVI је изабран за арбитра. Он је (1748–49) доделио (1748–49) Удинској надбискупији млетачку територију у Фурланији, а за аустријске поседе створио је апостолски викаријат са резиденцијом у Горици, независан од патријарха Аквилеје и ослобођен (тј. одмах зависан од св. Види), у чије име је вршена сва јурисдикција.
Од древне патријаршије, некада тако поносне и утицајне, остала је само парохијска црква Аквилеја. Одмах је подређен римском папи и њеном ректору је дато право да користи епископске инсигније седам пута у години.